# Ернен
Ернен (нім. Ernen) — громада  в Швейцарії в кантоні Вале, округ Гомс.

## Географія
Громада розташована на відстані близько 85 км на південний схід від Берна, 65 км на схід від Сьйона.
Ернен має площу 35,4 км², з яких на 1,6% дозволяється будівництво (житлове та будівництво доріг), 32,1% використовуються в сільськогосподарських цілях, 38,9% зайнято лісами, 27,4% не є продуктивними (річки, льодовики або гори).

## Демографія
2019 року в громаді мешкало 492 особи (-8,7% порівняно з 2010 роком), іноземців було 9,1%. Густота населення становила 14 осіб/км².
За віковим діапазоном населення розподілялося таким чином: 9,6% — особи молодші 20 років, 61,4% — особи у віці 20—64 років, 29,1% — особи у віці 65 років та старші. Було 247 помешкань (у середньому 2 особи в помешканні).
Із загальної кількості 232 працюючих 30 було зайнятих в первинному секторі, 69 — в обробній промисловості, 133 — в галузі послуг.